# Religionen in der Schweiz

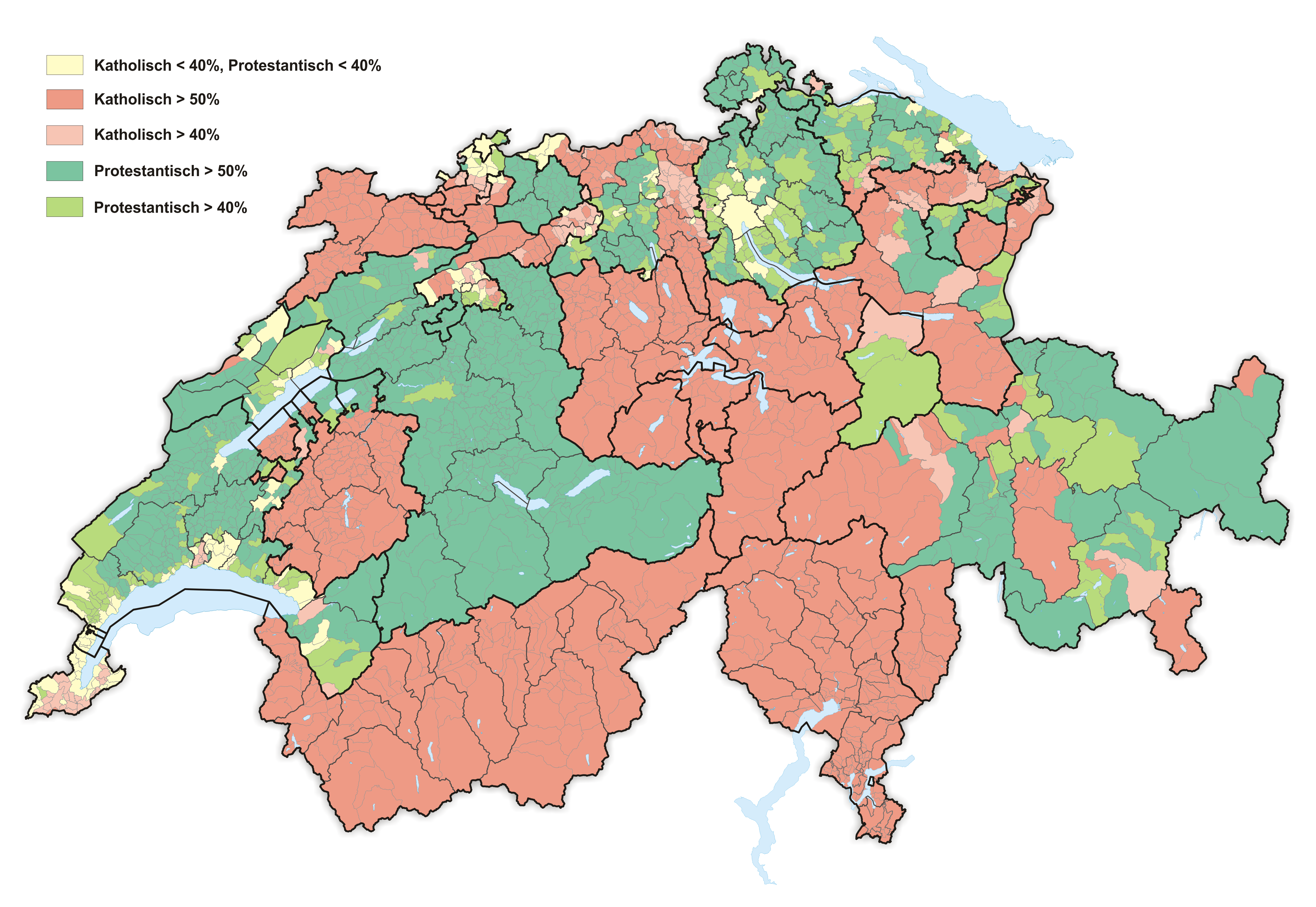
Konfessionsgebiete der Schweiz je Gemeinde 2017

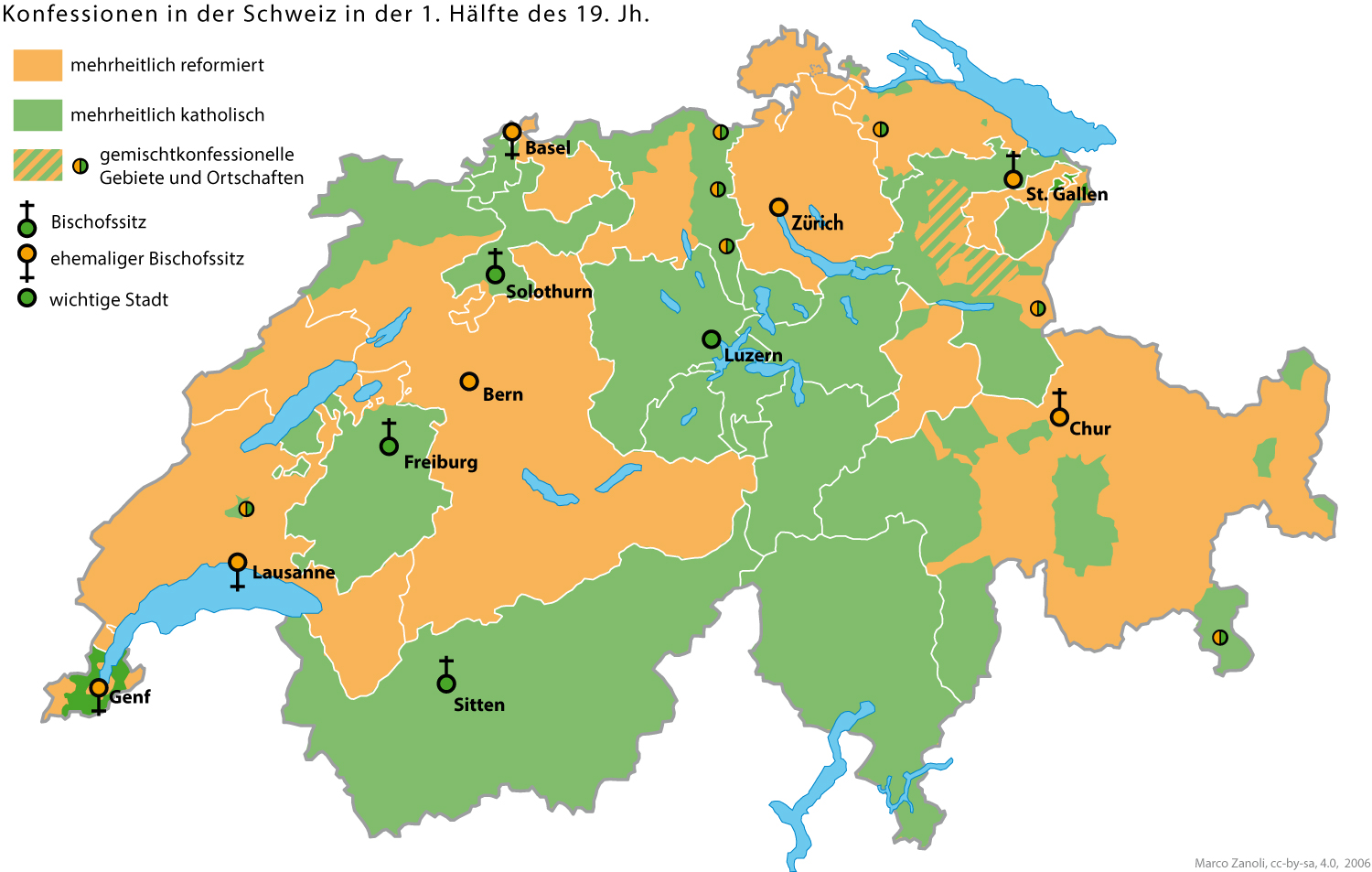
Konfessionsgebiete der Schweiz um 1800

Von der ständigen Wohnbevölkerung ab 15 Jahren waren Ende 2023 30,7 Prozent Mitglied der römisch-katholischen Kirche und 19,5 Prozent  Mitglied der evangelisch-reformierten Kirche. Der Anteil der Bevölkerung (derzeit 50 Prozent), der keiner oder einer anderen Religionsgemeinschaft angehört, ist in den letzten Jahrzehnten deutlich gestiegen.
Genaue Daten zu weiteren christlichen Konfessionen, anderen Religionen oder dem Anteil der Konfessionslosen an der Gesamtbevölkerung liegen seit der letzten Volkszählung im Jahr 2000 keine mehr vor. Jedoch führt das Bundesamt für Statistik (BFS) Stichprobenerhebungen durch, bei welchen Personen ab 15 Jahren zu ihrer Religionszugehörigkeit befragt werden: Laut der Erhebung des Bundesamtes für Statistik von 2022 sind unter der Wohnbevölkerung ab 15 Jahren 32,1 Prozent römisch-katholisch, 20,5 Prozent reformiert, und 33,5 Prozent werden im Amtsjargon als konfessionslos bezeichnet. 5,6 Prozent sind Mitglied einer anderen christlichen Glaubensgemeinschaft und 5,9 Prozent einer islamischen. Weitere 0,2 Prozent sind jüdischen Glaubens 1,3 Prozent gehören anderen Religionsgemeinschaften an, und 0,9 Prozent machten keine Angabe.
Ende 2010 lagen vergleichbare Zahlen laut Bundesamt für Statistik bei 38,6 Prozent römisch-katholisch, 28,0 Prozent reformiert und 20,1 Prozent, die als konfessionslos bezeichnet wurden. 4,5 Prozent gehörten islamischen Glaubensgemeinschaften an, 5,5 Prozent waren Mitglieder anderer christlicher Gemeinschaften, 1,1 Prozent gehörten anderen Religionsgemeinschaften an, 0,2 Prozent waren jüdischen Glaubens, und 2,0 Prozent machten keine Angabe.
2022 lagen die Konfessionslosen mit einem Anteil von rund 34 Prozent erstmals vor den Katholiken, welche einen Anteil von rund 32 Prozent erreichten.

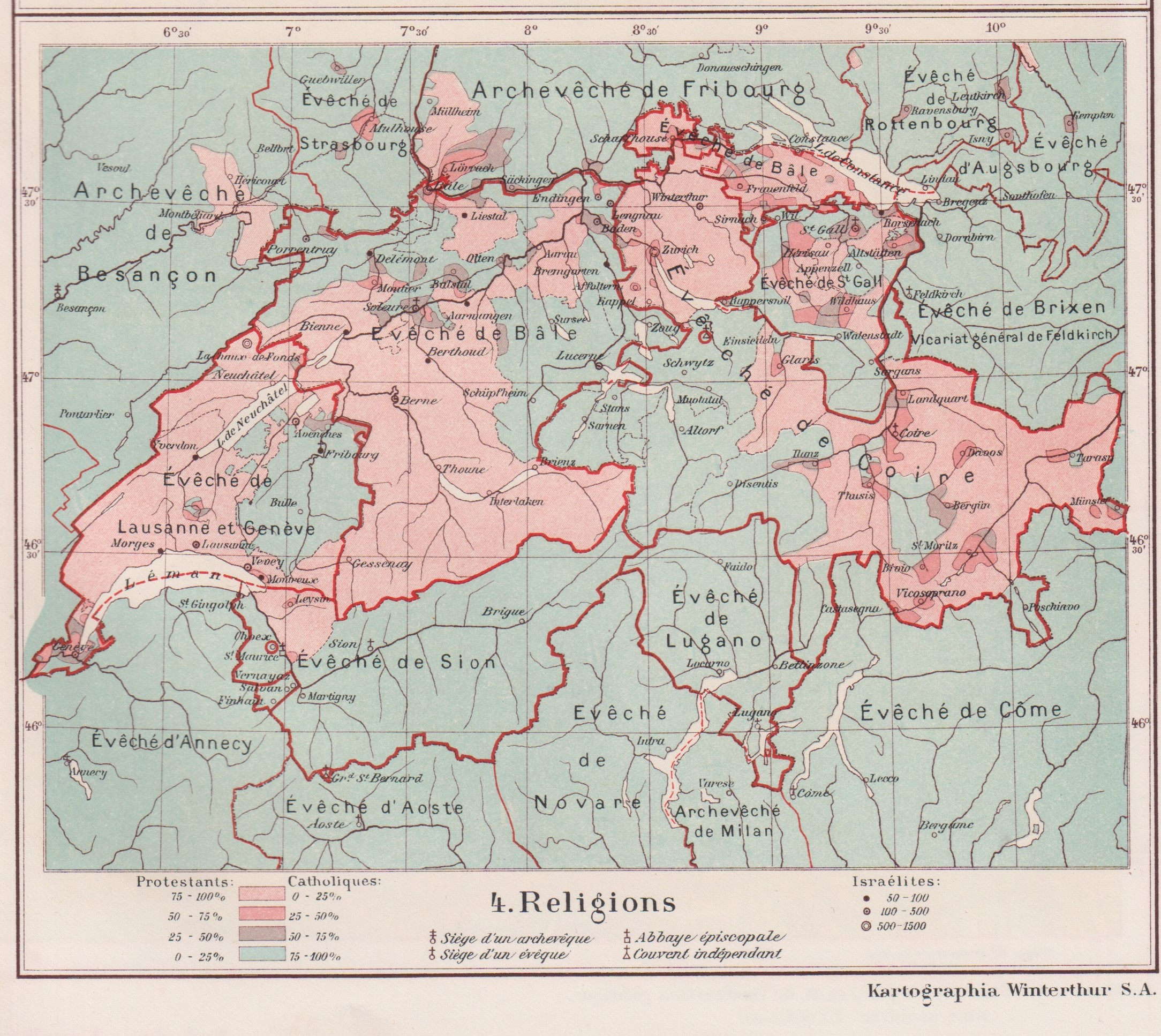
Konfessionsgebiete (inklusive Judentum) im 20. Jahrhundert. Seite aus einem Schulatlas, in der Sammlung des Jüdischen Museums der Schweiz.

## Rechtliche Regelungen

### Religionsfreiheit
In der Schweiz stellt die Religionsfreiheit ein verfassungsmässig verankertes Grundrecht dar.

### Status von Landeskirchen
Es liegt in der Kompetenz der Kantone, ob sie ausgewählten Religionsgemeinschaften einen besonderen Status als Landeskirche verleihen wollen. In den meisten Kantonen sind die römisch-katholische Kirche und die evangelisch-reformierte Kirche als Landeskirche anerkannt, in den Nordwest- und einigen Nordostschweizer Kantonen, im Kanton Zürich und im Kanton Bern zusätzlich die christkatholische Kirche. Der rechtliche Status der Landeskirchen ist unterschiedlich; siehe den Artikel Landeskirchen in der Schweiz.
In den Kantonen Basel-Stadt, Bern, Freiburg, St. Gallen, Waadt und Zürich geniesst die jüdische Gemeinschaft zudem öffentlich-rechtliche Anerkennung. In den Westschweizer Kantonen Genf und Neuenburg gibt es keine Landeskirchen, weil dort Kirche und Staat vollständig getrennt sind; die reformierte und die katholische Kirche sind aber dennoch als «Organisationen von öffentlichem Interesse» anerkannt.

## Religions- und Konfessionsverteilung

### Konfessionsverteilung (Jahr 2000 und 2020) in der Schweiz
Bei der Bevölkerung der Schweizer Grossstädte zeigte sich 2000 noch ein konfessionell relativ ausgeglichenes Bild: 32,0 Prozent waren römisch-katholisch, 27,9 Prozent evangelisch-reformiert. Derzeit (Stand 2020) bilden laut dem Schweizerischen Pastoralsoziologischen Institut SPI (basierend auf Daten des BFS) die Konfessionslosen die grösste Gruppe in allen fünf Grossstädten in der Schweiz.
| Grossstadt | röm.-kath. | ev.-reformiert | konfessionslos |
| ---------- | ---------- | -------------- | -------------- |
| Zürich     | 33,9       | 30,3           | 16,8           |
| Genf       | 37,4       | 13,5           | 23,2           |
| Basel      | 25,2       | 23,5           | 31,4           |
| Bern       | 24,5       | 47,0           | 12,7           |
| Lausanne   | 37,8       | 27,2           | 16,9           |

Auch in den Agglomerationen des Mittellandes, zwischen Genfersee und Bodensee, gibt es keine deutlich dominierenden Kirchen und Religionsgemeinschaften mehr. Protestantisch dominiert ist der Kanton Bern (insbesondere das Emmental und das westliche Berner Oberland), Teile von Graubünden und Schaffhausen. Die römisch-katholische Kirche dominiert in den Kantonen Freiburg, Jura, Wallis, Tessin, in den Kantonen der Zentralschweiz und in Teilen der Ostschweiz (Appenzell Innerrhoden, Teile St. Gallens und in der Surselva im Kanton Graubünden).
Die christkatholische Kirche ist nur lokal von Bedeutung; sie ist am ehesten in der Region Basel (v. a. im aargauischen Bezirk Rheinfelden) und Solothurn verbreitet.
In der Schweiz entstand in der Reformationszeit die Täuferbewegung. Die Täufer wurden damals als Schweizer Brüder bezeichnet und sind heute als Mennoniten oder Alttäufer bekannt. Die noch bestehenden Gemeinden der Schweiz sind in der Konferenz der Mennoniten der Schweiz zusammengefasst.
In zwei Fällen trug der religiöse Gegensatz zur Bildung neuer Kantone bei:
- 1597 trennte sich das protestantisch gewordene Appenzell Ausserrhoden vom katholisch gebliebenen Appenzell Innerrhoden.
- Die Abspaltung des überwiegend katholischen Kantons Jura vom mehrheitlich reformierten Kanton Bern 1978 geht teilweise auf den konfessionellen Gegensatz zurück; die ebenfalls französischsprachigen, aber mehrheitlich reformierten Amtsbezirke des Südjuras sprachen sich für den Verbleib beim Kanton Bern aus.

Zu den historischen Verhältnissen siehe den Artikel Schweiz (Religionen).

### Konfessionsverteilung in den Kantonen (Jahr 2018)
Im Jahr 2018 war der Kanton Bern der einzige Kanton, in dem die Mitglieder der evangelisch-reformierten Kirche in der absoluten Mehrheit waren (siehe Tabelle Gesamtbevölkerung nach Religion in den Kantonen im Jahr 2018). Dagegen bildeten damals die Katholiken in mehreren Kantonen eine absolute Mehrheit (in der Deutschschweiz hauptsächlich auf dem Gebiet der Zentralschweiz, in der Romandie in den Kantonen Freiburg und Jura, in der italienischen Schweiz im Kanton Tessin). Genaue Zahlen zu weiteren Religionsgemeinschaften beziehungsweise dem Anteil der Konfessionslosen an der Gesamtbevölkerung liegen seit der Volkszählung im Jahr 2000 keine mehr vor.
| Kanton                          | Gesamt- bevölkerung | römisch-katholische Bevölkerung | evangelisch-reformierte Bevölkerung | römisch-katholisch % | evangelisch-reformiert % | Andere christl. Konfession, Religion oder konfessionslos % |
| ------------------------------- | ------------------- | ------------------------------- | ----------------------------------- | -------------------- | ------------------------ | ---------------------------------------------------------- |
| Zürich                          | 1'520'968           | 387'325                         | 425'145                             | 25,5                 | 28,0                     | 46,6                                                       |
| Bern                            | 1'034'977           | 164'866                         | 541'148                             | 15,9                 | 52,3                     | 31,8                                                       |
| Waadt                           | 799'145             | 250'543                         | 205'775                             | 31,4                 | 25,7                     | 42,9                                                       |
| Aargau                          | 678'207             | 215'984                         | 161'317                             | 31,8                 | 23,8                     | 44,4                                                       |
| St. Gallen                      | 507'697             | 226'264                         | 104'851                             | 44,6                 | 20,7                     | 34,8                                                       |
| Genf                            | 499'480             | 219'477                         | 62'769                              | 43,9                 | 12,6                     | 43,5                                                       |
| Luzern                          | 409'557             | 245'397                         | 41'673                              | 59,9                 | 10,2                     | 29,9                                                       |
| Tessin                          | 353'343             | 235'570                         | 5'356                               | 66,7                 | 1,5                      | 31,8                                                       |
| Wallis                          | 343'955             | 261'963                         | 20'042                              | 76,2                 | 5,8                      | 18,0                                                       |
| Freiburg                        | 318'714             | 197'559                         | 41'534                              | 62,0                 | 13,0                     | 25,0                                                       |
| Basel-Landschaft                | 288'132             | 71'541                          | 85'388                              | 24,8                 | 29,6                     | 45,5                                                       |
| Thurgau                         | 276'472             | 85'104                          | 93'628                              | 30,8                 | 33,9                     | 35,4                                                       |
| Solothurn                       | 274'748             | 86'518                          | 58'522                              | 31,5                 | 21,3                     | 47,2                                                       |
| Graubünden                      | 198'379             | 89'768                          | 66'536                              | 45,3                 | 33,5                     | 21,2                                                       |
| Basel-Stadt                     | 194'766             | 24'783                          | 26'380                              | 12,7                 | 13,5                     | 73,7                                                       |
| Neuenburg                       | 176'850             | 64'258                          | 51'378                              | 36,3                 | 29,1                     | 34,6                                                       |
| Schwyz                          | 159'165             | 95'794                          | 18'390                              | 60,2                 | 11,6                     | 28,3                                                       |
| Zug                             | 126'837             | 61'999                          | 17'070                              | 48,9                 | 13,5                     | 37,7                                                       |
| Schaffhausen                    | 81'991              | 17'155                          | 29'190                              | 20,9                 | 35,6                     | 43,5                                                       |
| Jura                            | 73'419              | 55'000                          | 7'023                               | 74,9                 | 9,6                      | 15,5                                                       |
| A. Ausserrhoden/ A. Innerrhoden | 71'379              | 27'942                          | 23'513                              | 39,1                 | 32,9                     | 27,9                                                       |
| Nidwalden                       | 43'223              | 28'363                          | 4'336                               | 65,6                 | 10,0                     | 24,3                                                       |
| Glarus                          | 40'403              | 13'383                          | 13'768                              | 33,1                 | 34,1                     | 32,8                                                       |
| Obwalden                        | 37'841              | 26'944                          | 2'937                               | 71,2                 | 7,8                      | 21,0                                                       |
| Uri                             | 36'433              | 28'582                          | 1'691                               | 78,5                 | 4,6                      | 16,9                                                       |
| Schweiz                         | 8'546'081           | 3'182'082                       | 2'109'360                           | 37,2                 | 24,7                     | 38,1                                                       |

### Veränderungen der Religionszugehörigkeit
Statistisch gesehen schrumpfen die grossen traditionellen Religionsgemeinschaften (Katholizismus und Protestantismus) in der Schweiz, während die kleineren Religionsgemeinschaften wachsen. Besonders ausgeprägt ist das Wachstum beim Islam. Stark zugenommen hat aber vor allem auch der Anteil der Personen ohne Religionszugehörigkeit. Der Buddhismus tritt insbesondere in grossen Städten in Erscheinung.
|                                                   | 1970            | 2000            | 2018            |
| ------------------------------------------------- | --------------- | --------------- | --------------- |
| evangelisch-reformierte Kirche                    | 46,42           | 33,04           | 24,68           |
| evangelisch-methodistische Kirche                 | 00,17           | 00,12           |                 |
| neuapostolische Kirche                            | 00,49           | 00,38           |                 |
| Zeugen Jehovas                                    | 00,17           | 00,28           |                 |
| übrige protestantische Kirchen und Gemeinschaften | 00,42           | 01,44           |                 |
| römisch-katholische Kirche                        | 49,39           | 41,82           | 37,23           |
| christkatholische Kirche                          | 00,32           | 00,18           |                 |
| christlich-orthodoxe Kirchen                      | 00,33           | 01,81           |                 |
| andere christliche Gemeinschaften                 | 00,05           | 00,20           |                 |
| jüdische Glaubensgemeinschaft                     | 00,33           | 00,25           |                 |
| islamische Gemeinschaften                         | 00,26           | 04,26           |                 |
| andere Kirchen und Religionsgemeinschaften        | 00,12           | 00,78           |                 |
| keine Zugehörigkeit                               | 01,14           | 11,11           |                 |
| ohne Angabe                                       | 00,39           | 04,33           |                 |
| Gesamtbevölkerung                                 | 100 (6'269'783) | 100 (7'288'010) | 100 (8'546'081) |

### Religionszugehörigkeit nach Nationalität
Werden die in der Schweiz am häufigsten vertretenen Nationalitäten betrachtet, bestehen gemäss einer Erhebung des Bundesamts für Statistik zum Teil erhebliche Unterschiede bezüglich der jeweiligen Religionsangehörigkeit.
| Religion | Schweiz | Italien | Deutschland | Balkanstaaten * | Portugal | Frankreich | Spanien | Türkei |
| --- | ------- | ------- | ----------- | --------------- | -------- | ---------- | ------- | ------ |
| Christentum | 72,9    | 80,9    | 47,0        | 26,0            | 76,7     | 38,5       | 65,8    | 2,1    |
| – römisch-katholische Kirche | 36,7    | 76,9    | 22,6        | 5,0             | 73,9     | 33,5       | 62,8    | 0,3    |
| – evangelisch-reformierte Kirche | 31,2    | 0,6     | 20,3        | 0,1             | 0,4      | 2,3        | 0,6     | 0,2    |
| – andere christliche Kirchen | 5,0     | 3,4     | 4,1         | 20,9            | 2,4      | 2,7        | 2,4     | 1,6    |
| Judentum | 0,2     | 0,1     | 0,2         | 0,2             | 0,3      | 0,9        | 0,1     | 0,1    |
| Islam | 2,4     | 1,2     | 1,4         | 61,1            | 0,3      | 2,7        | 0,6     | 72,9   |
| andere Religionen | 0,9     | 0,4     | 0,2         | 0,5             | 0,4      | 1,1        | 0,4     | 1,2    |
| konfessionslos | 22,4    | 16,1    | 50,0        | 10,8            | 20,3     | 54,6       | 31,1    | 22,3   |
| keine Angabe | 1,2     | 1,4     | 0,7         | 1,5             | 2,4      | 2,4        | 1,8     | 1,4    |
| * Das Bundesamt für Statistik (BFS) fasst unter Balkanstaaten folgende Nationen zusammen: Albanien, Serbien, Bosnien und Herzegowina, Montenegro, Nordmazedonien und Kosovo. |         |         |             |                 |          |            |         |        |

## Religionsgemeinschaften in der Schweiz

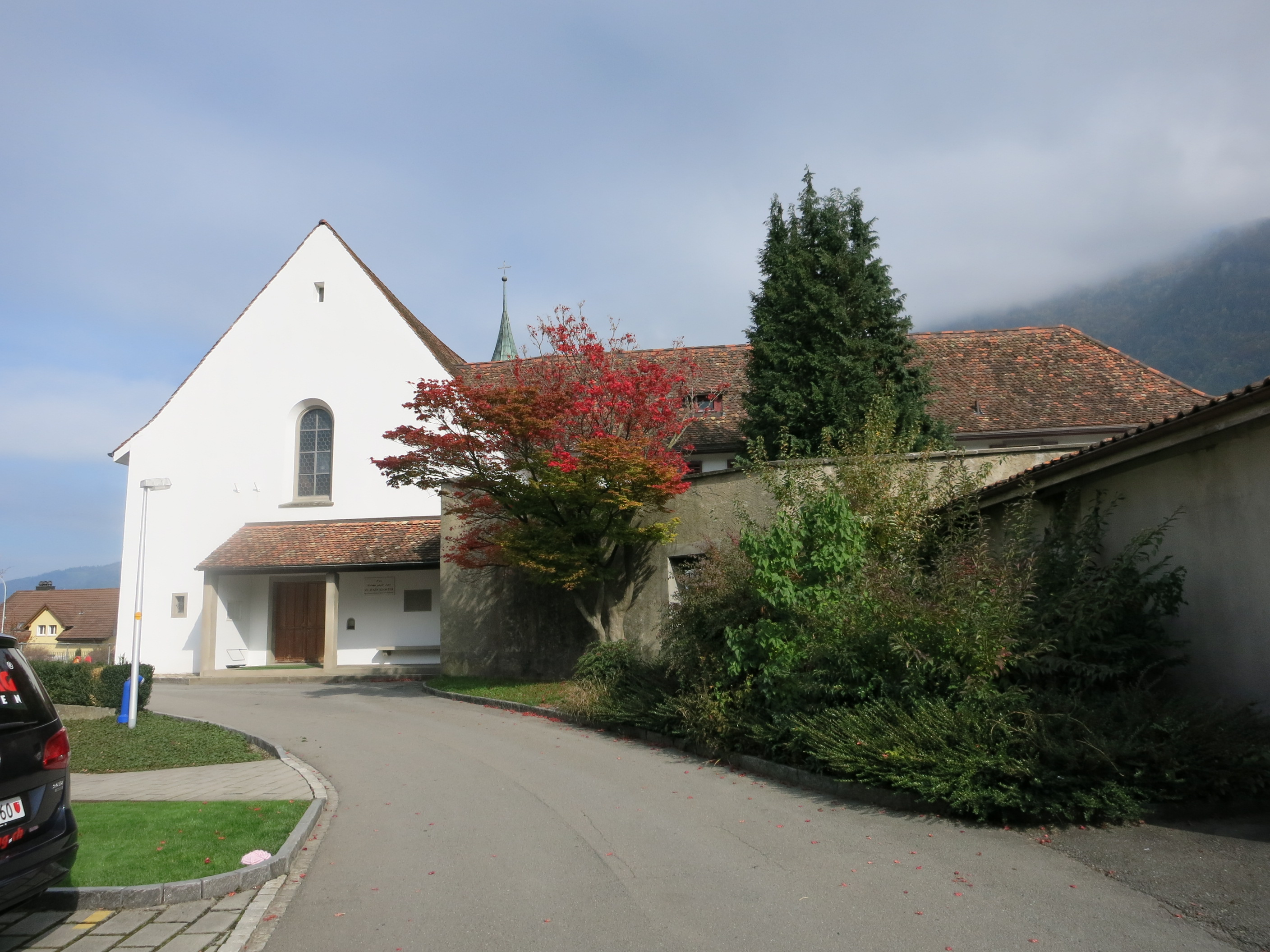
Das syrisch-orthodoxe Kloster Mor Augin in Arth (SZ) ist das geistliche Zentrum der assyrischen Diaspora in der Schweiz.

### Christliche Konfessionen
- Alttäufer: siehe Konferenz der Mennoniten der Schweiz (Alttäufer)
- Christkatholische Kirche: siehe Christkatholische Kirche der Schweiz
- Evangelische Freikirchen: siehe Verband Evangelischer Freikirchen und Gemeinden in der Schweiz
- Lutherische Kirchen: siehe Bund Evangelisch-Lutherischer Kirchen in der Schweiz und im Fürstentum Liechtenstein
- Reformierte Kirche: siehe Evangelisch-reformierte Kirchen der Schweiz
- Römisch-katholische Kirche: siehe Römisch-katholische Kirche in der Schweiz
- Syrisches Christentum: siehe Assyrer in der Schweiz

### Andere Religionen
- Buddhismus: siehe Buddhismus in der Schweiz
- Hinduismus: siehe Hinduismus in der Schweiz
- Islam: siehe Islam in der Schweiz
- Judentum: siehe Judentum in der Schweiz

## Römisch-katholische Bistümer

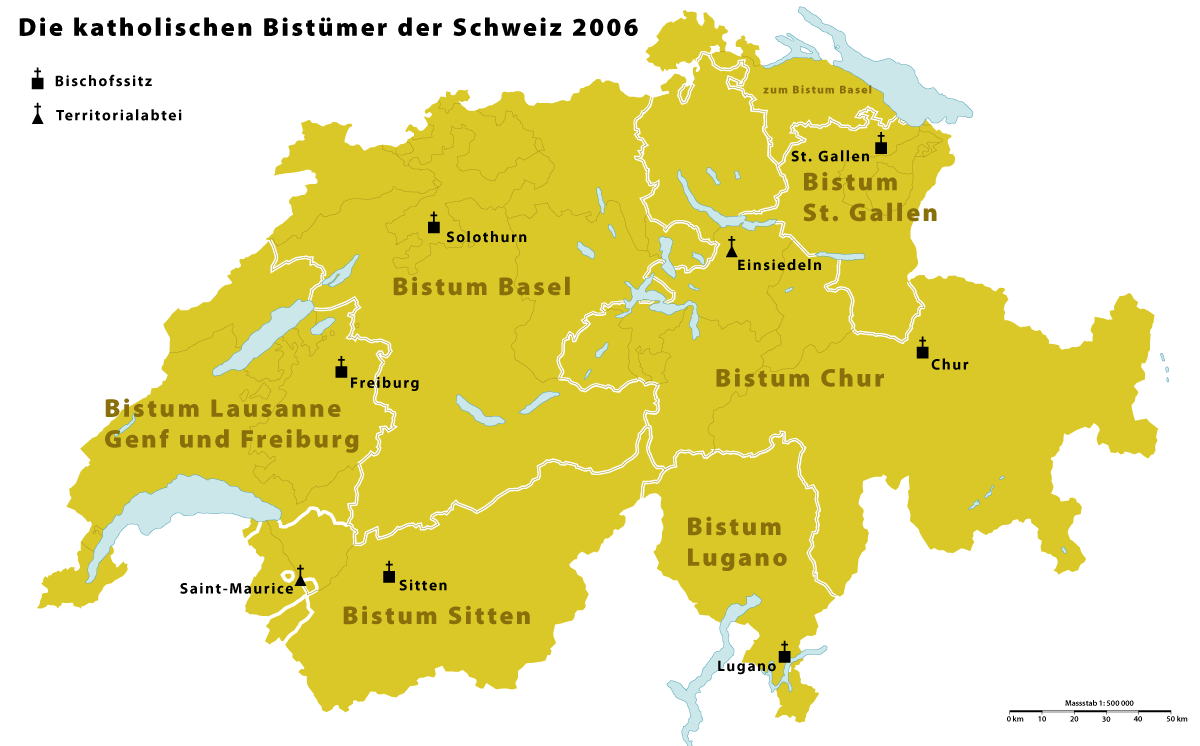
Karte der katholischen Bistümer in der Schweiz

Die römisch-katholische Kirche ist in der Schweiz in folgende Bistümer aufgeteilt:
- Bistum Basel mit Sitz in Solothurn
- Bistum Chur mit Sitz in Chur
- Bistum Lausanne, Genf und Freiburg mit Sitz in Freiburg
- Bistum Lugano mit Sitz in Lugano
- Bistum St. Gallen mit Sitz in St. Gallen
- Bistum Sitten mit Sitz in Sitten

Territorialabteien
- Abtei Einsiedeln
- Abtei Saint-Maurice

Das Koordinierungsorgan der römisch-katholischen Bistümer der Schweiz ist die Schweizerische Bischofskonferenz.

## Bedeutende religiöse Bauten nichtchristlicher Religionen
- Buddhismus: Wat-Srinagarindravararam-Tempel in Gretzenbach SO
- Hinduismus: Sri-Subramania-Tempel in Zürich
- Islam: Mahmud-Moschee in Zürich; Moschee in Genf (→ Liste von Moscheen in der Schweiz)
- Jüdische Glaubensgemeinschaft: Synagogen in Basel, Zürich, Genf
- Sikh: Gurdwara-Sahib-Tempel in Langenthal BE (2006 fertiggestellt)